# 65e brigade mécanisée
Pour les articles homonymes, voir 65e brigade.
La 65e brigade mécanisée (en ukrainien : 65-та окрема механізована бригада, abrégé en 65 ОМБр ; numéro d'unité militaire A7013) est une grande unité d'infanterie mécanisée de l'Armée de terre ukrainienne créée dans le cadre de l'invasion de l'Ukraine par la Russie.

## Historique

### Invasion russe de l'Ukraine

#### Secteur de Zaporijjia (depuis juillet 2022)
L'invasion russe de 2022 a comme conséquence la mobilisation des réservistes, qui ont permis de former toute une série de nouvelles unités, dont la 65e brigade en avril 2022. Sa caserne (qui détermine théoriquement son aire de recrutement) est à Staritchi (uk) près de Yavoriv, dans l'oblast de Lviv.
Le premier déploiement de la brigade au combat se fait dans l'oblast de Zaporijjia en juillet 2022. Elle se positionne autour d'Orikhiv, verrou qui protège la ville de Zaporijjia sur le flanc droit de la 128e brigade d'assaut de montagne. Les combats sont alors de plus faibles intensités par rapport aux restes du front. La brigade connaît ainsi ses premiers affrontements majeurs près de la localité de Nesterianka.
En février 2023, ces unités de chars mènent des contre-attaques à Stepove près de Kamianske (raïon de Vassylivka) (en). 

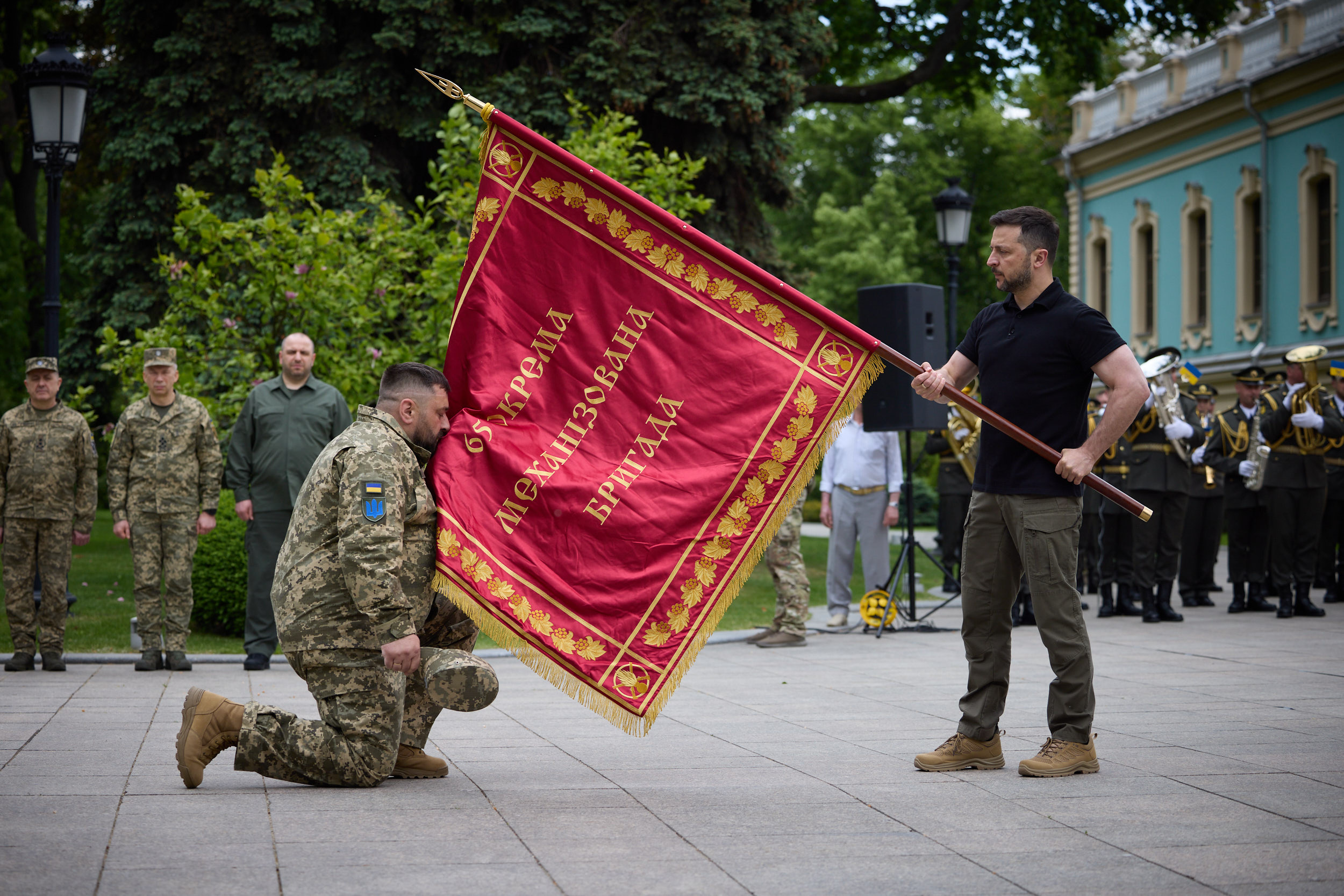
La 65e brigade recevant son drapeau le 6 5 2024, Jour de l'infanterie en Ukraine des mains du président Zelensky, à droite.

À partir de juin 2023, la brigade participe à la contre-offensive de Zaporijjia aux côtés des nouvelles 33e et 47e brigades mécanisées. Elle prend rapidement le relais de la 33e mécanisée et tentent de percer les lignes russes entre Orikhiv et Tokmak. Elle participe activement avec la 47e à la bataille de Robotyne, carrefour important de la ligne fortifiée russe défendue par deux régiments (291e et 70e) de la division de fusiliers motorisés de la Garde, des éléments des 22e et 45e brigades Spetsnaz et des bataillons BARS -11 et 14,. 

En juillet, les deux brigades ukrainiennes atteignent la périphérie du village à la limite sud des champs de mines russes. En août, la brigade entre dans Robotyne par le nord-ouest, tandis que la 47e par l'est, et toutes deux conquièrent le village le 15 du mois, coupant la dernière route de ravitaillement aux unités russes restantes. La 65e brigade repousse ensuite la 810e brigade d'infanterie de marine de la Garde qui est déployée entre Robotyne et Kopani. Les deux brigades ne parviennent toutefois pas à percer le front russe malgré le renfort de plusieurs brigades et la contre-offensive est un échec.

Début octobre 2023, l'unité, renforcée par des éléments de la 116e brigade mécanisée, est contrainte de regagner ses positions après une contre-attaque du 234e régiment d'assaut aérien de la Garde. Tandis que les différentes brigades sont progressivement prélevées vers d'autres fronts, la 65e et la 118e brigade mécanisée continuent à opérer dans le saillant de Robotyne dans les mois suivants, repoussant plusieurs attaques russes. 
En janvier 2024, Robotyne est repris par les forces Russes. À la mi-février, la brigade stoppe un assaut d'unités de la 42e division russe équipées de vieux chars T-55, leur infligeant de lourdes pertes. Les mois suivants, la 65e reste positionnée devant Robotyne où les combats baissent en intensité.
En février 2025, la 65e brigade mécanisée affirme avoir détruit un système de missiles Tor et deux systèmes de missiles Bouk à l'aide de drones lors de combats dans l'oblast de Zaporijjia.

## Structure
.

### Ordre de bataille
En novembre 2024, la structure connue de la brigade est la suivante :
- État-major de la brigade,
  - 
    -  Compagnie de protection du QG ;

  -  1er bataillon mécanisé ;
  -  2e bataillon mécanisé ;
  -  3e bataillon mécanisé (Commandant adjoint, le major Taras Mykhalchuk) ;
  -  7e bataillon de fusiliers (unité militaire A7091) Ivano-Frankivsk (Oblast d'Ivano-Frankivsk) ;
  -  56e bataillon de fusiliers (unité militaire A4346) Oblast de Khmelnytskyï ;
  -  57e bataillon de fusiliers (unité militaire A4436) Tchernivtsi, (oblast de Tchernivtsi) ;
  -  Bataillon de chars (T-72M1) ;
  -  Groupe d'artillerie [15] :
    - 
      - batterie de contrôle et d'acquisition de cibles ;

    - 1er Bataillon (дивізіон) d'artillerie automotrice ;
    - 2e bataillon d'artillerie automotrice  ;
    - Bataillon de lance-roquettes multiples ;
    - Bataillon d'artillerie antichar (MT-12 Rapira) ;

  -  Bataillon antiaérien ;
  -  Compagnie de reconnaissance ;
    -  Unité de reconnaissance aérienne « Libellules » ;
    -  Unité de reconnaissance aérienne « Ronin » ;

  -  Bataillon du génie ;
  -  Bataillon logistique ;
  -  Compagnie de transmissions ;
  -  Bataillon de maintenance ;
  -  Compagnie de radar (désignation d'objectifs) ;
  -  Compagnie médicale (soins et évacuation)
  -  Compagnie de défense NRBC ;

### Équipements
- un bataillon de chars équipé de T-72M1 livrés par la Pologne complétés par des T-64BV mod 2017
- trois bataillons dotés de véhicules YPR 765 fournis par les Pays-Bas et des Humvees américains ;
- un groupe d'artillerie dont un bataillon avec des pièces 2S1 Gvozdika

### Commandants
- Colonel Andrij Kraavec' (avril 2022 – septembre 2024)
- Colonel Volodymyr Izbash (uk) (septembre 2024 – en fonction)

## Insignes

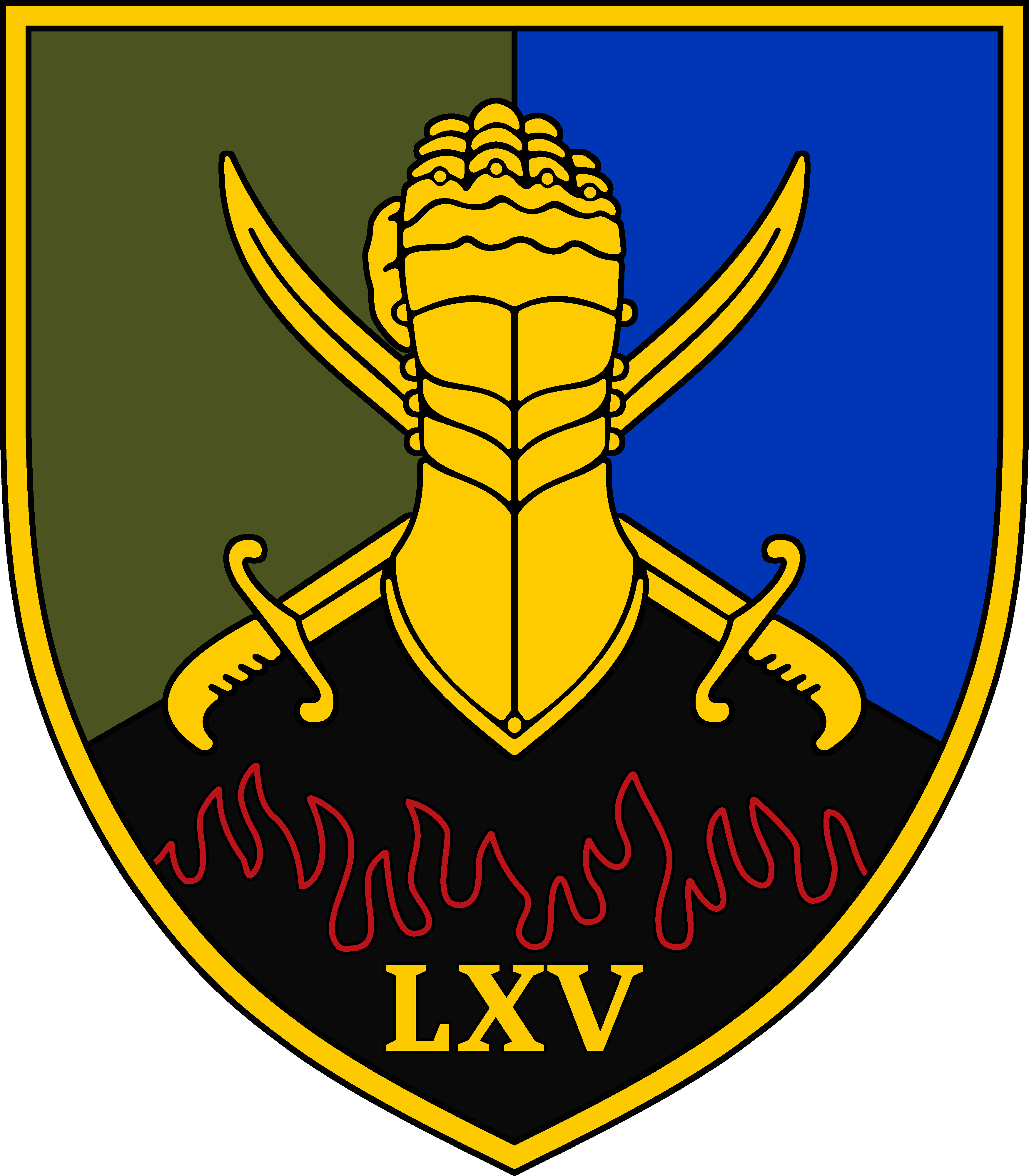
Insigne de la brigade entre 2022 et 2024

### Lien extérieur
- (uk) « Page de la 65e brigade », sur www.facebook.com.